# Los Angeles Open 1991
Il Los Angeles Open 1991 è stato un torneo di tennis giocato sul cemento. È stata la 65ª edizione del torneo, che fa parte della categoria World Series nell'ambito dell'ATP Tour 1991. Si è giocato a Los Angeles in California dal 29 luglio al 4 agosto 1991.

## Campioni

### Singolare maschile
Pete Sampras ha battuto in finale  Brad Gilbert con il punteggio di 6–2 6(5)–7 6–3

### Doppio maschile
Javier Frana /  Jim Pugh hanno battuto in finale  Glenn Michibata /  Brad Pearce con il punteggio di 7–5, 2–6, 6–4